# 142408 Требур
142408 Требур (142408 Trebur) — астероїд головного поясу, відкритий 30 вересня 2002 року.
Тіссеранів параметр щодо Юпітера — 3,471.
Названо на честь комуни в Німеччині Требур.